# 桑顿 (艾奥瓦州)
桑頓（英語：Thornton）是一個位於美國愛荷華州塞羅戈多縣的城市。

## 地理
桑頓的座標為42°56′42″N 93°23′03″W / 42.94500°N 93.38417°W，而該地的平均海拔高度為362米（即1188英尺）。

## 人口
根據2010年美國人口普查的數據，桑頓的面積為3.24平方千米，當中陸地面積為3.24平方千米，而水域面積為0.00平方千米。當地共有人口422人，而人口密度為每平方千米130人。